# Opsada Novog Zrina

46°19′14″N 16°52′42″E / 46.32060°N 16.87829°E
Opsada Novog Zrina, oružani sukob između  kršćanske vojske, sastavljene od hrvatskih, austrijskih, njemačkih i ugarskih postrojbi, te tursko-krimskotatarskih snaga, vođen 1664. godine za kontrolu utvrde Novi Zrin, novoizgrađene nizinske fortifikacije hrvatskog bana Nikole Zrinskog na rijeci Muri u Međimurju, sjeverna Hrvatska, na graničnom području prema tada od Turaka okupiranom teritoriju Ugarske. Na čelu kršćanske vojske koja je branila utvrdu bio je Nikola Zrinski, te habsburški carski generali Wolfgang Julius grof Hohenlohe-Neuenstein i Peter grof Strozzi, a islamske osvajače s istoka predvodio je veliki vezir Fazıl Ahmed-paša Ćuprilić (tur. Köprülü), uz pomoć Ismail-paše Bošnjaka i drugih visokih dostojanstvenika. Tursko-krimskotatarska opsada trajala je oko mjesec dana, počevši od prvih dana lipnja pa do kraja tog mjeseca ili do početka srpnja 1664., i bila je posljednji u nizu više oružanih sukoba vezanih za tu strateški važnu utvrdu, jer su je Turci na kraju osvojili i 7. srpnja 1664. razorili do temelja.

## Političko-vojna pozadina
Unatoč manjim okršajima i bitkama uzduž granice Turskog Carstva s ondašnjom Hrvatskom, Ugarskom i Transilvanijom (tada u sklopu Habsburške Monarhije), te povremenim pljačkaškim pohodima osmanskih akinđija preko granice, početkom šezdesetih godina sedamnaestog stoljeća vladao je nestabilan i nesiguran privremeni mir između Habsburške Monarhije i Turaka. Izgledalo je da su obje strane nastojale zadržati razmjerno mirno razdoblje, bez velikih vojnih pohoda i ratnih razaranja, kakvo je i do tada posljednjih desetljeća vladalo. Premda u stagnaciji, osmanska je država ipak još imala moć i apetite za osvajanjem tuđih teritorija. Leopold I. Habsburški, mladi i neiskusni dvadesetogodišnji vladar, nalazeći se pod snažnim utjecajem svoji savjetnika i imajući mnoge državničke interese vezane za odnos snaga s drugim velikim europskim državama, napose jačanjem konkurentske Francuske pod Lujem XIV., izražavao je bojazan da bi Turci u nekom pogodnom trenutku mogli poduzeti vojni pohod na Beč. Stoga je svojim generalima naredio da glavninu vojske drže što bliže glavnog grada Monarhije, a da interveniraju na udaljenijim područjima tek onda kada to bude krajnje nužno.
S druge strane, Nikola VII. Zrinski, dugogodišnji hrvatski ban, smatrao je da je sazrelo vrijeme da se neprijatelju zadaju odlučni udarci i da ga se prinudi na povlačenje s daleko na zapadu osvojenih teritorija Hrvatske i Ugarske. On sam je povremeno, na svoju ruku, poduzimao vojne akcije protiv Turaka, zalazeći duboko u njihovu pozadinu. Jedan od najvećih takvih vojnih pohoda zbio se u siječnju 1664. godine i poznat je pod nazivom Zimska vojna Nikole Zrinskog Čakovečkog. Istodobno, Zrinski je učvršćivao obranu, pa je među ostalima 1661. godine, prema nacrtima vojnog  graditelja Wassenhovena, izgradio i utvrdu Novi Zrin na strateški važnom položaju na rijeci Muri, na predjelu zvanom Veliki Pažut, blizu njenog ušća u Dravu. Utvrda, s više strana okružena opkopima punim vode, sastojala se od dva dijela, i to od većeg na lijevoj, ugarskoj obali Mure, te od manjeg na desnoj, hrvatskoj strani rijeke, a oba su bila povezana pokretnim mostovima preko riječnog otoka koji se nalazio upravo između njih.
Većina ondašnjih vojnih stručnjaka ocijenila je da je, unatoč svojoj kompleksnosti, a možda i zbog nje, velebna kasnorenesansno-ranobarokna nizinska fortifikacija (njem. Wasserburg) bila solidno projektirana i izgrađena, te da ju je zbog toga, kao i zbog strateški mudro izabrane lokacije, bilo teško osvojiti. Bilo je, naravno, i suprotnih mišljenja, a takva su imale i neke ključne osobe na Bečkom dvoru.
Novi je Zrin postao trn u oku osmanskih osvajača, pa su oni, osobito tijekom 1663. godine, poduzeli više vojnih akcija i pokušali ga osvojiti. Veće bitke pod njim odvijale su se u siječnju 1663., zatim 13. srpnja iste godine, pa 13. kolovoza, zatim u rujnu (kada je utvrdu napalo 10.000 Turaka pod vodstvom kaniškog paše), u listopadu (kada je Novi Zrin pokušalo osvojiti 9.000 vojnika bosanskog paše), te na koncu 17. studenog, kojom prigodom su napadači namjeravali izgraditi most preko Mure. U svim tim bitkama hrvatske snage, potpomognute austrijskima i ugarskima, uspjele su obraniti utvrdu.
Godine 1663. došlo je u Transilvaniji (Erdelju), koja je bila u vazalnom odnosu s Turskim Carstvom, do usložnjavanja vojno-političke situacije zbog međusobnih sukoba pretendenata za vlast u toj pokrajini, pa je tamo iz pravca Istanbula stigla ogromna turska vojska pod zapovjedništvom velikog vezira Fazıl Ahmed-paše Ćuprilića kako bi smirila stanje. Ta je vojska na proljeće 1664. nastavila put prema zapadnim dijelovima Ugarske.

## Suprotstavljene snage

### Kršćanska vojska
Znajući kakva opasnost prijeti Novom Zrinu, Nikola Zrinski se znatno angažirao i animirao utjecajne ljude na bečkom dvoru kako bi dobio što veću pomoć u ljudstvu i vojnom materijalu. Premda Dvor nije bio oduševljen da pomogne obrani novoizgrađene utvrde na Muri, jer se bojao oštre reakcije s turske strane, ipak je, na vijest o dolasku nove mnogobrojne vojske iz Male Azije, odnosno Transilvanije, na čelu s velikim vezirom Fazil Ahmed-pašom, odobrio da se austrijske i njemačke postrojbe (oko 6.000 do 7.000 ljudi) koje su predvodili generali Hohenlohe i Strozzi, početkom lipnja 1664. godine stacioniraju u vojnim taborima na području Novog Zrina i susjednog Legrada. Potonji je bio sjedište Legradske kapetanije, a nalazio se u to vrijeme na lijevoj, međimurskoj strani rijeke Drave (kasnije je, 1710. godine, Drava promijenila tok i prebacila Legrad u Podravinu), tek nekoliko kilometara udaljen od Novog Zrina. U obrambenom stožeru, uspostavljenom nadomak Legrada jedno je vrijeme boravio i glavni carski vojni zapovjednik Raimund Montecuccoli.
Na desnoj, međimurskoj obali rijeke Mure, u blizini same utvrde, istodobno su se smjestile hrvatske i ugarske postrojbe kojima su na čelu bili Nikola Zrinski (sa svojih 8.000  vojnika), njegov brat Petar (koji je u vojni logor stigao nešto kasnije, 22. lipnja, s oko 4.000 hrvatskih ratnika), Ivan IV. grof Drašković Trakošćanski, grof Franjo Nadasdy (mađ. Nadasdy Ferenc), te grof Pavao Eszterházy (mađ. Eszterházy Pál) (potonji na čelu ugarskih četa s ukupno 900 ljudi). Iz ta dva vojna logora, u kojima je tijekom opsade bilo na raspolaganju ukupno oko 30.000 ljudi, svakodnevno su se tijekom borbi u Novi Zrin prebacivale nove svježe postrojbe, koje su zamjenjivale umorne, ranjene ili poginule branitelje. S obzirom na to da su  prostorni kapaciteti Novog Zrina bili relativno skučeni, prema mišljenjima nekih povjesničara istovremeno su fortifikaciju aktivno branile snage najviše od oko 3.000 vojnika, a ima ih koji smatraju da ih je bilo manje od 2.000. Obranom Novog Zrina operativno i osobno rukovodili su Zrinski, Hohenlohe i Strozzi, a na borbenim položajima u samoj tvrđavi izvršni zapovjednici su bili kapetan novozrinske straže (kaštelan) Andrija Horvat i, s dolaskom njemačkih pojačanja pristigli, barun d'Avencourt.

### Tursko-krimskotatarska vojska
Velika tursko-krimskotatarska vojska, koja je pod zapovjedništvom velikog vezira Fazil Ahmed-paše Ćuprilića stigla do lijeve obale Mure i počela se tamo stacionirati početkom mjeseca lipnja 1664. godine (između 2. i 4. lipnja), imala je više desetaka tisuća ratnika raznih rodova vojske, (janjičari, spahije, azapi i dr.). S obzirom na to da je tursko uporište Velika Kaniža tijekom mjeseca svibnja 1664. bila izložena neuspješnoj opsadi kršćanskih snaga pod vodstvom Nikole Zrinskog, u njoj su već od prije bile stacionirane znatne vojne snage koje su ju obranile, a sada su se mogle pridružiti novopristigloj armadi. Procjenjuje se da je veliki vezir na cijelom širokom prostoru između Novog Zrina i Velike Kaniže ukupno imao na raspolaganju moćnu silu od oko 200.000 ljudi, od čega najmanje 40.000 turskih i 30.000 krimskotatarskih vojnika (moguće i do 100.000), dok su ostalo bile logističke postrojbe, radnici, sluge i drugo pomoćno osoblje.

## Pripreme za obranu
Osim što je agitirao i požurivao Bečki dvor za pomoć u obrani Novog Zrina, Nikola Zrinski je i sam vršio pripreme za utvrđivanje i pojačavanje fortifikacijskih objekata, dopremu naoružanja, streljiva, baruta i druge vojne opreme, te opskrbu namirnica za branitelje. Prema dostupnim izvorima, na bedemima je vojna posada postavila čak 24 topa.
Kao ban, Zrinski je sazivao Hrvatski sabor, koji je donosio zaključke o konkretnim mjerama pomoći za obranu Novog Zrina, uključujući pribavljanje novca i mobilizaciju vojno sposobnog stanovništva. Jedno od takvih zasjedanja Sabora održano je u Varaždinu 17. i 18. travnja 1664. kojom prigodom su donesene operativne odredbe o novačenju posebnih postrojbi, obvezi naoružanja pješaka prema broju kuća i sabirnim mjestima za vojsku.
Uz izravne pripreme za obranu tvrđave, koje su uključivale nabavu, postavljanje i skadištenje oružja, opskrbu hranom, te novačenje ljudstva, značajno je za obranu bilo smanjenje turskog pritiska putem povremenih iznenadnih protunapada kršćanskih snaga, pa čak i opsada osmanskih uporišta na širokom prostoru od Hrvatske, preko cijele Ugarske, pa do područja današnje Slovačke. Zabilježeno je da su, na primjer, u travnju 1664. postrojbe Zrinskog i Hohenlohea iznenadnim napadom na turski konvoj zaplijenile nekoliko tisuća zaprežnih vozila s hranom i vojnom opremom, koju su pohranili u skladišta Novog Zrina.
Velika neizravna pomoć obrani Novog Zrina bila je već navedena opsada Velike Kaniže u svibnju 1664. kojom je Zrinski želio rasteretiti izravni pritisak na svoje posjede u Međimurju te presjeći turski teritorij u obliku izbočenog „džepa“ oko Velike Kaniže, koji je s tri strane bio okružen teritorijem pod hrvatskom i ugarskom kontrolom. Hrvatski je ban htio iskoristiti prigodu da osvoji to snažno branjeno sjedište kaniškog sandžaka, nakon što su zimi 1664. na hrvatski sjever pristigle već navedene austrijske i njemačke trupe na čelu s generalima Hohenloheom i Strozzijem, pa su zajedno s Hrvatima pod vodstvom Zrinskog i Draškovića 27. travnja prešle Muru i istog dana započele opsadu Kaniže. Taj pothvat, koji se odužio kroz cijeli mjesec svibanj, nije završio uspješno, jer je približavanje ogromne turske vojske na čelu s velikim vezirom prouzročilo 1. lipnja prekid opsade i povlačenje kršćanskih snaga natrag preko Mure i njihovo stacioniranje na širem području Legrada.

## Tijek opsade

### Ukopavanje i početak napada
Dolaskom u blizinu Novog Zrina, turska se vojska na lijevoj obali Mure, prema zapovijedi velikog vezira, odmah počela ukopavati, kako bi izbjegla da ju branitelji s bedema tvrđave imaju na nišanu na otvorenom i nezaštićenom brisanom prostoru. Također je podizala nasipe iza kojih je smjestila topništvo, iz kojeg je kasnije danonoćno pucala, kako po braniteljima u tvrđavi, tako i po postrojbama smještenima u vojnim logorima udaljenima od Mure. Istovremeno su pojedine kombinirane tursko-krimskotatarske čete splavima pokušale doprijeti do manjih riječnih otoka i tamo se ukopati ili napraviti mostove, ali su ih branitelji u tome spriječili, napavši ih i prisilivši na povlačenje. Pritom je već prvih dana, točnije 6. lipnja 1664., u žestokim borbama oko riječnih otoka poginuo general Peter Strozzi.
Za opsjedatelje je otegotna okolnost bila ta što je utvrda velikim dijelom bila okružena vodom, pa se kopnenim putem mogla napasti samo na razmjerno uskom prostoru s južne i jugoistočne strane. Uz to, bila je i na malo povišenom terenu, odnosno na većoj nadmorskoj visini od okolnog zemljišta.
Kronologija opsade govori da je ujutro 5. lipnja 1664. u 8 sati veliki vezir izdao naredbu za početak opsade Novog Zrina. Napadači su intenzivno nadirali i kopnom i rijekom pomoću splavi, ali su ih kršćanske snage u izravnim okršajima sljedećih dana sprječavale na svim položajima. Od 8. lipnja Turci su počeli intenzivno pucati iz velikih topova čije su dvije  bitnice prethodne noći postavljene na zaštićene nasipe na povišenim dijelovima terena. Nakon topovskih salvi slijedili su pješački juriši, ali su redom odbijani.

### Jednomjesečni otpor branitelja
Premda se pojedini izvori razlikuju u datumima početka i završetka opsade, ona je trajala oko mjesec dana. Prva dva dana turski su juriši bili uglavnom neuspješni, ali je svejedno 7. lipnja 1664. do generala Hohenlohea došao turski mirovni glasnik sa zahtjevom za predaju utvrde. Taj je zahtjev glatko odbijen; štoviše, Hohenlohe je svom podređenom časniku barunu d'Avancourtu naredio da s oko 1.500 vojnika provali iz utvrde i napadne neprijateljske položaje. Ta je postrojba iznenadila Turke i izvršila pokolj među njima. Ali napadači su se konsolidirali i nastavili s jurišima na Novi Zrin.
Pod okriljem noći između 8. i 9. lipnja osmanske su snage kopale nove rovove koji su bili sve bliže utvrdi. Narednog dana ponovno su branitelji izveli iznenadni proboj, ali ne tako uspješno kao prije. Namjeravali su i protjerati Turke s murskog otoka, ali su zbog velikih gubitaka odustali. Sljedećih dana kopanje opsadnih jaraka i nasipa se nastavilo, a na Legradskoj gori postavljeni su 11. lipnja novi topovi, koji su od tada neumorno pucali, dok su se turski juriši izmjenjivali jedan za drugim.
Dana 20. lipnja glavni carski zapovjednik Montecuccoli pozvao je sve svoje generale na zasjedanje ratnog vijeća u Legrad, kako bi razmotrili situaciju i predvidjeli moguće daljnje aktivnosti neprijatelja. Budući da su skoro svakog dana kršćanskim snagam stizala pojačanja, Nikola Zrinski je na tom ratnom vijeću zatražio da se sa svim raspoloživim snagama napadne Turke i prekine opsada, ali je Montecuccoli to odbio, uz obrazloženje da je tajnim kanalima obaviješten da neprijateljske postrojbe imaju 70.000 ljudi, što je previše za njegovih 30.000, te da očekuje dolazak novih njemačkih vojnih jedinica pod zapovjedništvom badenskog markgrofa Leopolda Vilima, kao i francuskih postrojbi pod vodstvom grofa Jeana de Coligny-Salignyja.
Dana 24. lipnja osmanska je vojska pokušala zapaliti palisade novozrinske tvrđave, ali bezuspješno, jer je braniteljska posada otvorila žestoku paljbu po njoj, te ju otjerala. Isto se ponovilo još nekoliko puta sljedeće noći i dana. Nekoliko narednih dana očekivali su se turski juriši, ali do njih ipak nije došlo. Od uhvaćenih neprijateljskih prebjega branitelji su saznali da Turci i Krimski Tatari pripremaju velik broj vreća s pijeskom kojima bi zatrpali dijelove opkopa oko Novog Zrina napunjenih vodom, a istovremeno su dopremljena i drva za gradnju mosta kojim bi Ćuprilićeva armija pokraj utvrde prešla preko Mure i napala kršćanski vojni logor. U povremenom zatišju obrambene su postrojbe iskoristile svaki pogodni trenutak kako bi izvršile popravne radove na pukotinama i drugim oštećenjima tvrđave, koja su već bila znatna. Montecuccoli pak je u međuvremenu iznenada napustio Legrad. Situacija je krajem lipnja sve više izgledala bezizlazna, branitelji iscrpljeni, a znatne pričuvne snage i dalje ostajale stacionirane u vojnom logoru kod Legrada. Dana 28. lipnja u vrat je teško ranjen barun d'Avencourt, pa je zapovjedništvo nad njegovim postrojbama u samoj tvrđavi preuzeo pukovnik Tasso.
Kada je točno Novi Zrin pao u osmanske ruke, nije sa sigurnošću utvrđeno. Zna se da je sveopći masovni napad opsjedatelja sa svih strana uslijedio istom 30. lipnja 1664., pa neki uzimaju taj datum za završetak opsade. Tog je dana poginuo i novozrinski kapetan Andrija Horvat. Preostali, već iscrpljeni vojnici u samoj utvrdi dobili su Montecuccolijevu poruku da, ako ne mogu obraniti novi Zrin, neka zapale drvene dijelove, barutom dignu utvrdu u zrak i povuku se preko mostova. Stanje je postalo kritično, ali je od 1. do 3. srpnja padala jaka kiša, koja je zasigurno omela turske planove zauzimanja fortifikacije na Muri i prelaska na drugu stranu rijeke. Ipak, napadači su napredovali i tjerali branitelje na uzmak, a ovi se povlačili preko mostova. Turci su ih pritom ometali, pucajući po mostovima, bušeći im pontone i čamce, pa se dio branitelja i utopio u Muri. U to je vrijeme blizu 30.000 pripadnika pričuvne kršćanske vojske mirno stajalo nedaleko od krvavog masakra i čekalo, jer im je Montecuccoli naredio da ne kreću u pomoć braniteljima Novog Zrina. 

### Rušenje Novog Zrina do temelja
Svladavši početkom srpnja posljednje džepove otpora u Novom Zrinu, tursko-krimskotatarske postrojbe su na bedeme izvjesile turske zastave, a veliki vezir je ipak donio odluku da se ne forsira Mura. Vjerojatno je na tu odluku utjecalo i to što su u kršćanski tabor u međuvremenu pristigla najavljena pojačanja iz Njemačke i Francuske, o čemu je on zacijelo bio obaviješten. Budući da je njemu protivnička vojska na desnoj obali Mure bila spremna suprotstaviti se njegovim postrojbama u slučaju prelaska rijeke, ocijenio je da je bolje ne izlagati se prevelikom riziku mogućeg poraza ili velikih gubitaka u tom pothvatu. Umjesto toga, odredio je da se najprije do temelja razori Novi Zrin, a zatim da se vojska uputi na sjever, prema Velikoj Kaniži.
Dana 7. srpnja 1664. Osmanlije su iskopale podzemne lagume (potkope), postavili mine i potpalili ih. Bedemi utvrde bili su razneseni eksplozijama, a nešto ranije bile su zapaljene drvene palisade, koje su cijeli dan gorjele. Ujedno su zatrpani jarci s vodom. Time je Novi Zrin prestao postojati, ali sjećanje na velebnu tvrđavu Nikole Zrinskog još dugo nije izblijedjelo. Štoviše, na mnogim je europskim zemljopisnim kartama čak i nekoliko desetljeća nakon uništenja bio ucrtan njegov položaj na Muri, eventualno s napomenom demolito (tal. srušen, razvaljen, uništen) i slično.

## Posljedice opsade

### Ljudski gubitci
Opsada Novog Zrina rezultirala je velikim gubitcima u ljudstvu, kako s hrvatsko-austrijsko-njemačko-ugarske strane, tako i s tursko-krimskotatarske, ali su brojčani podatci o tome separatni, selektivni, kontradiktorni ili nepouzdani. Poznati putopisac Evlija Čelebi, vrlo sklon preuveličavanjima u svojim putopisima, osobno je bio nazočan u borbama za utvrdu na Muri i kasnije napisao kako je „poginulo sedamnaest tisuća naših Kršćana (?!), dok je oko devet tisuća palo u ropstvo“. Te su brojke naravno preuveličane, ali realna je procjena da je na strani branitelja izgubljeno oko 2.000 ljudi, i to najvećim dijelom pri kraju opsade, kada se posada povlačila preko mostova, a kod opsjedatelja njih oko 10.000, stradalih najviše tijekom nebrojenih juriša na palisade i zidine.

### Odnos snaga i daljnje operacije
Dolaskom znatnih pojačanja iz relativno udaljenih Njemačke i Francuske, od kojih su neka stigla prekasno, u dane pada Novog Zrina, pa čak i poslije toga, vojska kršćanske koalicije dobila je na brojnosti. Žrtvovanjem Novog Zrina, njegovim jednomjesečnim blokiranjem napredovanja osmanske sile na Muri, habsburške su pak carske postrojbe, pojačane drugim savezničkim postrojbama, kupile vrijeme da bi se konsolidirale, a to je došlo do izražaja i imalo posljedice u daljnjim zbivanjima sljedećih nekoliko mjeseci i godina.
Veliki je vezir sredinom srpnja 1664. usmjerio svoju vojsku iz Velike Kaniže prema Beču, a habsburški su generali pokrenuli svoje trupe iz Međimurja i odlučili prepriječiti mu put kod Monoštra (mađ. Szentgotthárd) na austrijsko-ugarskoj granici. Tamo je 1. kolovoza 1664. došlo do velike bitke na močvarnom području rijeke Rábe u kojoj su savezničke kršćanske vojne jedinice odnijele odlučujuću pobjedu. Ta je pobjeda, međutim, zasjenjena mirovnim sporazumom potpisanim 10. kolovoza u Vašvaru, mjestu između gradova Sambotela i Jegerseka, koji je bio vrlo povoljan za Turke, pa su ga mnogi, a među njima i Nikola Zrinski, nazvali „sramni Vašvarski mir“.

### Ogorčenje Nikole Zrinskog i Zrinsko-frankopanska urota
Pad Novog Zrina izazvao je ogorčenje Nikole Zrinskog, koji je odmah otišao izraziti svoje nezadovoljstvo i prosvjed kralju Leopoldu zbog Montecuccolijevog oklijevanja, ali to nije ništa promijenilo. Zrinski nije sudjelovao u Monošterskoj bitki. A kad je sklopljen Vašvarski mir, čaša se prelila, i on se čvršće povezao s nezadovoljnim hrvatskim i ugarskim velikašima udarivši temelje pobuni protiv Bečkog dvora poznatoj pod nazivom Zrinsko-frankopanska urota. Urota je za Hrvate, kao i za Mađare, 1671. godine završila tragično, javnim smaknućem Petra Zrinskog i Frana Krsta Frankopana. Nikola Zrinski, međutim, taj završetak nije dočekao, jer je već na samom začetku urote, 18. studenog 1664., smrtno stradao prilikom lova na veprove u šumi zvanoj Kuršanečki lug blizu naselja Kuršanec, južno od Čakovca, u nikad do kraja razjašnjenim okolnostima, koje su, prema nekima, upućivale na dobro smišljeno i inscenirano ubojstvo.

## Nasljeđe i sjećanja
Utvrda Novi Zrin, razvaljena do temelja nakon jednomjesečne opsade turske vojske, u skladu s odredbama 6. članka Vašvarskog mira nikad više nije obnovljena.
Rijeka Mura je, sa svojim brojnim meandrima i rukavcima, u posljednjih 350 godina više puta promijenila tok i ostatke razvaline dobro sakrila, tako da se skoro do današnjih dana nije uopće znala ni približna mikrolokacija. Sada se ona, na temelju višekratnih istraživanja na terenu, zna, ali se ne znaju svi detalji (točan tlocrt, dimenzije, te izgled bastiona, zidina, šanaca, fortifikacijskih jaraka, grudobrana, dvorišta itd.).
Danas kraj Mure jedino stoji memorijalni granitni obelisk blizu mjesta gdje se nekoć uzdizalo kultno zdanje Nikole Zrinskog. Podigli su ga Matica hrvatska i Družba "Braća Hrvatskoga Zmaja" dana 4. srpnja 2001. godine, na 337. obljetnicu završetka opsade i pada Novog Zrina u turske ruke. Povodom 350. obljetnice istog događaja se u Donjoj Dubravi, sjedištu istoimene općine udaljenom nekoliko kilometara od spomen-obeliska, u subotu 5. srpnja 2014. godine održao jednodnevni međunarodni znanstveni skup pod nazivom "350. Obljetnica smrti Nikole Zrinskog VII. i pada Novog Zrina", kojeg su organizirali Zrinska garda Čakovec, Družba "Braća Hrvatskoga Zmaja", Matica hrvatska-Ogranak Čakovec i Hrvatsko vojno učilište "Petar Zrinski", a pokrovitelj je bio Predsjednik Republike Hrvatske.
I mnogi drugi obilježavaju 7. srpnja kao spomendan na herojsku posljednju bitku za obranu velebne tvrđave na Muri.

## Vanjske poveznice
- Povjesničar Hrvoje Petrić o gradnji Novog Zrina, njegovu padu i rušenju  Arhivirana inačica izvorne stranice od 28. ožujka 2014. (Wayback Machine)
- Tvrđava Novi Zrin nakon rušenja nikad više nije obnovljena
- Obelisk postavljen na mjestu utvrde Novi Zrin  Arhivirana inačica izvorne stranice od 10. lipnja 2015. (Wayback Machine)
- Traženje ostataka nakon opsade srušene tvrđave Novi Zrin  Arhivirana inačica izvorne stranice od 8. ožujka 2016. (Wayback Machine)
- Životopis generala Strozzija, poginulog kod Novog Zrina (njemački)
- Udruga Hrvatski domobran obilježava 7. srpnja kao spomendan na herojsku bitku za Novi Zrin  Arhivirana inačica izvorne stranice od 8. siječnja 2013. (Wayback Machine)
- Međunarodni znanstveni skup u Donjoj Dubravi povodom 350. obljetnice pada Novog Zrina u turske ruke  Arhivirana inačica izvorne stranice od 11. kolovoza 2014. (Wayback Machine)